# „Jenkins füle” háború
A „Jenkins füle” háborút 1739 és 1748 között vívta Nagy-Britannia és Spanyolország. 1742-től az osztrák örökösödési háborúhoz kapcsolódott.

## Előzmények
Az 1729-ben megkötött sevillai egyezményben Nagy-Britannia elfogadta, hogy a spanyol vizeken hajózó brit hajókra spanyol katonák szállhassanak az utrechti egyezmény – amelyben a britek engedélyt szereztek korlátlan számú rabszolga és évi 500 tonna áru eladására az amerikai spanyol gyarmatokon – betartásának ellenőrzésére (a britek ugyanis igyekeztek kijátszani a korlátozást). 1731-ben egy ilyen eset után Robert Jenkins, a Rebecca kapitánya azt állította, hogy a spanyol parti őrség egy katonája levágta a fülét, amelyet Jenkins 1738-ban bemutatott a brit alsóháznak (innen a háború elnevezése). A brit miniszterelnök, Robert Walpole, vonakodva bár, de hadat üzent 1739. október 23-án.

## Puerto Bello
A háború egyik legfontosabb eseménye volt a spanyol ezüstszállító hajók kiindulópontjának, az új-granadai (ma Panamában található) Portobelónak az elfoglalása, amellyel a spanyolok gazdasági hátterét próbálták megingatni. A rosszul védett kikötőt hat sorhajó támadta meg Edward Vernon altengernagy parancsnoksága alatt. Az akció rávilágított a spanyol kereskedelmi gyakorlat súlyos hibáira, és kikényszerítette annak alapvető megváltoztatását. Míg korábban nagy, központosított kikötőkből nagy létszámú kincses flottákat indítottak, ezt követően több kisebb kikötőből futottak ki a néhány hajóból álló rajok. Puerto Bello gazdasága olyannyira megsínylette a támadást, hogy egészen a Panama-csatorna megépítéséig nem is állt helyre.
A győzelmet Nagy-Britanniában nagy ünnepségek követték, amelyek egyikén, egy Vernon tiszteletére adott vacsorán, hangzott el először nyilvánosan a God Save the King kezdetű dal, a későbbi brit nemzeti himnusz. Londonban utcát neveztek el Portobellóról. Bár Spanyolország már régóta nem számított elsőrendű nagyhatalomnak, gyarmatbirodalma azonban még mindig a legnagyobb és leggazdagabb volt. Ez után a győzelem után az amerikai gyarmatok megszerzése – úgy tűnt – elérhető közelségbe került az azokra régóta áhítozó európai hatalmak számára.

## Kudarcok
Az események azonban nem igazolták ezeket a reményeket. 1741 márciusában Vernon immár admirálisként egy 186 hajóból álló flottával vonult fel a későbbi Kolumbia partjaihoz, hogy Cartagena elfoglalására partra tegye Thomas Wentworth tábornok 26 600 emberét. A várost mindössze 3000 katona, 600 indián íjász és 6 hajó védte. Az akciót a brit hadtörténet leggyászosabb kudarcai között tartják számon; fő okainak az ostromlókat sújtó betegségeket (sárgaláz, tífusz, skorbut, vérhas) és a két főtiszt ellenségeskedésig fajulóan rossz viszonyát tartják. Egy hónapi heves ágyútűz és ostrom után a Sebastián de Eslava alkirály, Don Blas de Lezo, Don Melchor de Navarrete, valamint Don Carlos Des Naux vezette védők — akik akkorra már csak 850-en maradtak — elvonulásra kényszerítették a kimerült és súlyos veszteségeket szenvedett brit flottát. Vernon később hasonló eredménnyel próbálkozott Kubában is. A spanyolok sem jártak azonban nagyobb szerencsével: az 1742-ben Georgia ellen indított támadásuk szintén kudarcba fulladt.
A háborút a Florida és a karib-tengeri spanyol gyarmatok ellen indított sikertelen brit támadások és mindkét részről kezdeményezett meddő tengeri akciók sora jellemezte. A háború lassan elhalt, miután az erőforrásokat lekötötték az Európában zajló harci cselekmények. A brit–spanyol háború hivatalosan 1748-ban, az aacheni békével ért véget. Ezzel lényegében vége szakadt az amerikai spanyol gyarmatok megszerzésére irányuló brit törekvéseknek.
A háború talán csak egyetlen lényeges változást eredményezett: a britek ekkortól kezdték észak-amerikai gyarmataik lakosait „telepesek” helyett „amerikaiaknak” nevezni.